# Zona arqueológica de Ramales
Las cavidades que componen la zona arqueológica de Ramales se ubican todas ellas en el término municipal de Ramales de la Victoria (Cantabria, España), y conforman una unidad de acuerdo con su cronología, tipología y situación y definen un aspecto destacado de la cultura cántabra. 
Las cavidades son las siguientes: Covalanas, El Haza, Covanegra-Sotarriza, Cullalvera, La Luz, Arco A, Arco B, Arco C, La Pondrá, El Morro del Oridillo.
Además se unió a esta denominación la zona de yacimientos arqueológicos del valle del río Carranza y, entre ellos, al de la cueva del Mirón, de gran importancia por recoger de forma ininterrumpida restos entre la actualidad y el Musteriense.
El conjunto de cavidades aquí localizado constituye una de las principales concentraciones de yacimientos con arte rupestre paleolítico de la región cantábrica. El núcleo de Ramales se caracteriza, además, por su gran homogeneidad cronológica y estilística, resultando especialmente representativo de un horizonte arcaico del arte parietal caracterizado por figuras ejecutadas en tintas rojas mediante las técnicas del tamponado, el denominado «trazo baboso», el trazo lineal y las tintas planas, propias de cronologías antiguas dentro del Paleolítico Superior (Gravetiense avanzado o Solutrense) e incluidas dentro del estilo III antiguo de la sistematización de A. Leroi-Gourhan. 
Las Cuevas Covalanas, fueron descubiertas en 1903, y cuentan con un grupo de representaciones formado por una veintena de figuras, especialmente ciervos, así como trazos negros y marcas indescifrables.
La Unesco, en el marco de la 32 Conferencia del Comité del Patrimonio Mundial que se celebró en Quebec, el 7 de julio de 2008, aceptó incluir, entre otras cuevas del norte de España, las cuevas Covalanas como Patrimonio de la Humanidad.